# 重庆科技大学
29°36′08″N 106°19′45″E / 29.6022°N 106.329278°E
重庆科技大学，简称：重科大，（英语：Chongqing University of Science and Technology，CQUST），位于中国重庆市，是一所涵盖理、工、经、管、法、文、艺的高校。中华人民共和国省部共建高校。2004年5月由重庆工业高等专科学校和重庆石油高等专科学校合并组建為重慶科技學院並獲得教育部批准。2023年更為現名。现为重庆市教育委员会直属的全日制公办普通本科院校。
学校与重庆市人民政府与国家三大石油公司（中国石油天然气集团公司、中国石油化工集团公司、中国海洋石油总公司）合作共建高校，国务院学位办看中的硕士专业学位研究生培养试点单位、教育部第二批“卓越工程师教育培养计划”高校。

## 历史沿革
重庆工业高等专科学校
- 1951年7月，为了适应全国冶金工业发展的迫切需要，西南军政委员会工业部决定筹建“西南工业部钢铁工业管理局专修科”，选址于原巴县马王乡（今属九龙坡区）。
- 1952年4月，改校名为“西南工业部冶金工业学校”。
- 1952年11月，万里同志签署命令，将学校名称改为“重庆钢铁工业学校”。
- 1953年，由中央重工业部拨款，易地复兴村（今大渡口区钢铁村）兴建校舍，翌年春学校迁此办学。
- 1959年6月，根据贺龙同志命令，学校搬迁至杨家坪原西南工会干部学校旧址（即南校区现址）。
- 1980年，被国家教育部确定为全国重点中专。
- 1984年，实行冶金部与重庆市双重领导，以部为主的领导管理体制。1985年，由冶金部和教育部批准，学校升格为“重庆钢铁专科学校”。
- 1992年，国家教委又将校名调整为“重庆钢铁高等专科学校”。
- 1998年7月，学校划转至重庆市，实行中央与地方共建，以重庆市地方管理为主的领导管理体制。
- 1999年2月，经重庆市人民政府同意并报国家教育部批准，学校更名为“重庆工业高等专科学校”。

重庆石油高等专科学校
- 1951年9月，为培养新中国石油工业急需人才，经中央人民政府燃料工业部批准，正式建立“西南石油工业专 科学校”，隶属于中央人民政府燃料工业部石油管理总局，校址选在重庆市沙坪坝区（现渝中区）化龙桥。当年招收专科生，与重庆大学合作办学。重庆科技大学老校区
- 1953年，由专科改为中专，更名为“重庆石油工业学校”。
- 1955年，石油工业部成立后，更名为“石油工业部重庆石油学校”，校址由化龙桥迁到大坪（即北校区现址）。
- 1978年9月，学校领导体制改为部、省双重领导，以石油工业部为主，校名为“重庆石油学校”。
- 1980年，学校被国家教育部确定为全国重点中专。
- 1994年3月，经原国家教委批准，学校由中专升格为专科，更名为“重庆石油高等专科学校”。
- 1998年，学校被国家教育部遴选为全国示范性普通高等工程专科重点建设学校。
- 2003年，学校由中国石油天然气集团公司划转重庆市人民政府管理。实行重庆市与中国石油天然气集团公司共建，以重庆市为主的管理体制。

重庆科技学院
- 2004年5月18日，经国家教育部批准，重庆工业高等专科学校和重庆石油高等专科学校合并组建成普通全日制本科院校——重庆科技学院。
- 2005年5月，重庆市人民政府在重庆大学城划拨1500亩土地用于重庆科技学院新（虎溪）校区建设。
- 2006年1月，重庆科技学院新校区一期工程开工，同年9月入住首批学生，并逐渐发展成为主校区。
- 2007年8月，重庆科技学院南北（老）校区，以25.3亿元价格成功出让，为新校区建设及学校的跨越式发展提供了可靠保障。
- 2008年9月，重庆科技学院整体入住重庆大学城，是第一家整体入住高校。
- 2011年5月21日，重庆市人民政府与中国石油天然气集团公司、中国石油化工集团公司、中国海洋石油总公司隆重签署协议，共建重庆科技学院。
- 2013年6月，教育部成立了中国应用技术大学（学院）联盟。中国应用技术大学（学院）联盟通过筛选，仅吸收了全国 35 所院校加入，我校成为联盟副理事长单位。
- 2018年5月，学校被教育部增列为硕士学位授权单位，成为工程硕士授权点，可直接开展硕士研究生招生、培养、学位授予工作；同年11月，重庆科技学院与中国科学院大学重庆学院联合开办重庆中科智能技术与工程学院。

重庆科技大学
- 2023年11月，经国家教育部批准，重庆科技学院更名为重庆科技大学[3][4]。

## 校园师资
- 中科院都有为院士在2013年5月23日加入重庆科技大学，为该校的研究材料科学贡献力量。都有为院士简介：他出生于1936年，祖籍浙江杭州，1957年从南京大学物理系毕业，1985～1988年任美国霍普金斯大学天文物理系客座教授。[5]
- 学校现有教职工1512人，其中专任教师1000余人，正副教授507人；硕士以上学历900余人、其中博士193人，在读硕士、博士90余人。
- 学校有享受国务院政府特殊津贴专家、省（直辖市）级以上有突出贡献的中青年专家、学术带头人、学术带头人后备人选共14人，中青年骨干教师（含资助计划）共40人(截至2013年4月)。

## 校园文化
学校坚持科学发展观，坚持以人为本，全面贯彻党的教育方针，坚持全面发展，遵循规律，依法治校的教育理念，致力于为学生的健康成长和全面发展营造良好的生活、学习和研究环境，先后为社会输送了十万余名各级各类建设人才。